# 김해천문대
김해천문대(金海天文臺, Gimhae Astronomical Observatory)는 경상남도 최초 시민 천문대이다. 김해시립이며 분성산 정상에 위치한다.
지난 1998년 김해시의 밀레니엄 기념사업으로 추진 및 건설되었으며 지난 2002년 2월 1일 개관하였다.

## 관련 사항
- 개방 시간 : 오후 2시부터 오후 10시까지
- 운영 : 김해시 김해문화재단
- 면적
  - 부지 : 1,996평
  - 건물면적 : 460평
- 전시동 : 천체 투영실, 전시실
- 관측동 : 제1 관측실, 제2 관측실, 보조 관측